# Elecciones generales de Italia de 1972
Las elecciones generales se celebraron en Italia el 7 de mayo de 1972, para elegir al Sexto Parlamento Republicano. Democrazia Cristiana (DC) se mantuvo estable con alrededor del 38% de los votos, al igual que el Partido Comunista (PCI) que obtuvo el mismo 27% que tenía en 1968. El Partido Socialista (PSI) continuó en su declive, reduciéndose a menos del 10%. El crecimiento más importante fue el del posfascista Movimiento Social Italiano, que casi duplicó sus votos del 4,5% al 9%, después de que su líder, Giorgio Almirante, lanzara la fórmula de la Derecha Nacional, proponiendo a su partido como el único grupo del ala derecha italiana. Después de un resultado desalentador de menos del 2%, frente al 4.5% de 1968, el Partido Socialista Italiano de Unidad Proletaria fue disuelto; la mayoría de sus miembros se unieron al PCI.

## Sistema electoral
La pura representación proporcional por listas se había convertido tradicionalmente en el sistema electoral de la Cámara de Diputados. Las provincias italianas se unieron en 32 distritos electorales, cada uno eligiendo un grupo de candidatos. A nivel de circunscripción, los escaños se dividieron entre listas abiertas utilizando el método del resto mayor con la cuota Imperiali. Los votos y escaños restantes se transfirieron a nivel nacional, donde se dividieron utilizando la cuota Hare, y se distribuyeron automáticamente a los mejores perdedores en las listas locales.
Para el Senado, se establecieron 237 circunscripciones de un solo escaño, incluso si la asamblea se había elevado a 315 miembros. Los candidatos necesitaban una victoria abrumadora de dos tercios de los votos para ser elegidos, un objetivo que solo podían alcanzar las minorías alemanas en Tirol del Sur. Todos los votos y escaños permanecieron agrupados en listas de partidos y distritos electorales regionales, donde se utilizó un método D'Hondt: dentro de las listas, se eligieron los candidatos con los mejores porcentajes.

## Contexto histórico
El período de finales de los años 60 y 70 llegó a ser conocido como el Opposti Estremismi (de los disturbios de los extremistas de izquierda y derecha), más tarde renombrado como anni di piombo ("años de plomo") debido a una ola de bombardeos y tiroteos. - La primera víctima de este período fue Antonio Annarumma, un policía, asesinado el 12 de noviembre de 1969 en Milán durante una manifestación de la izquierda.
En diciembre, cuatro bombardeos impactaron en el Monumento de Vittorio Emanuele II en Roma (Altare della Patria), la Banca Nazionale del Lavoro, y en Milán la Banca Commerciale y la Banca Nazionale dell'Agricoltura. El bombardeo posterior, conocido como el bombardeo Piazza Fontana del 12 de diciembre de 1969, mató a 16 e hirió a 90.
El secretario comunista Luigi Longo sufrió un derrame cerebral a fines de 1968; aunque se recuperó parcialmente en los meses siguientes, desde febrero de 1969 fue asistido en la mayoría de las decisiones por Enrico Berlinguer actuando como subsecretario. Longo renunció al cargo de secretario del partido en 1972, apoyando la elección de Berlinguer como su sucesor.
La postura inesperada de Berlinguer hizo olas: pronunció el discurso más fuerte de un importante líder comunista escuchado en Moscú. Se negó a "excomulgar" a los comunistas chinos, y le dijo directamente a Leonid Brézhnev que la invasión de Checoslovaquia por los países del Pacto de Varsovia (que denominó la "tragedia en Praga") había dejado en claro las considerables diferencias dentro del movimiento comunista sobre cuestiones fundamentales como soberanía nacional, democracia socialista y libertad de cultura.
Arturo Michelini, líder del Movimiento Social Italiano murió en 1969, y el primer y carismático líder del partido, Giorgio Almirante, recuperó el control. Intentó revitalizar el partido aplicando una política agresiva contra los levantamientos de estudiantes de izquierda; el movimiento estudiantil de 1968 había sido devastador para la organización juvenil del partido. Siguiendo el enfoque fallido del inserimento de Michelini, Almirante introdujo una doble estrategia de discurso duro antisistémico combinado con la creación de una coalición más amplia de "Derecha nacional" (Destra Nazionale).

## Partidos y líderes
| Partido | Partido                                        | Ideología               | Líder                |
| ------- | ---------------------------------------------- | ----------------------- | -------------------- |
|         | Democracia Cristiana (DC)                      | Democracia cristiana    | Arnaldo Forlani      |
|         | Partido Comunista Italiano (PCI)               | Comunismo               | Enrico Berlinguer    |
|         | Partido Socialista Italiano (PSI)              | Socialismo democrático  | Francesco De Martino |
|         | Movimiento Social Italiano (MSI)               | Neofascismo             | Giorgio Almirante    |
|         | Partido Socialista Democrático Italiano (PSDI) | Socialdemocracia        | Mauro Ferri          |
|         | Partido Liberal Italiano (PLI)                 | Liberalismo conservador | Giovanni Malagodi    |
|         | Partido Republicano Italiano (PRI)             | Socioliberalismo        | Ugo La Malfa         |

## Resultados
Matemáticamente, la elección parecía dar los mismos resultados que cuatro años antes, los tres partidos principales recibieron las mismas preferencias. Sin embargo, el éxito de la operación de la derecha nacional por el neofascista y anticonstitucional MSI, le dio una participación de oro al PSI, porque los Demócratas Cristianos no tenían más posibilidades de considerar su derecho a construir un gobierno democrático, y la alianza con los socialistas se volvió completamente obligada. El primer ministro titular Giulio Andreotti intentó continuar con su estrategia centrista, pero su intento solo duró un año. El ex primer ministro Mariano Rumor regresó a la cabeza del gobierno con su tradicional alianza de centroizquierda entre DC, PSI, PSDI y PRI, pero fue abandonado por los republicanos después de ocho meses. Continuó con un nuevo escuadrón, pero no pudo resistir las sacudidas derivadas del referéndum de divorcio de 1974. Después de las consecuentes grandes controversias entre católicos y laicos, el ex primer ministro Aldo Moro persuadió a los socialistas a aceptar un gobierno minoritario compuesto solo por los demócratas cristianos y los republicanos. Sin embargo, surgió un nuevo problema a partir de las elecciones regionales de 1975, que marcaron un gran éxito de la izquierda, lo que provocó nuevas elecciones nacionales. Cuando los republicanos también dejaron a Moro en 1976, no quedaron posibilidades de un nuevo gobierno, y se consideró necesaria una elección general anticipada.

### Cámara de Diputados
|                                    |                                                          |            |       |         |       |
| Partido                            | Partido                                                  | Votos      | %     | Escaños | +/−   |
|                                    | Democracia Cristiana (DC)                                | 12.912.466 | 38,66 | 266     | ±0    |
|                                    | Partido Comunista Italiano (PCI)                         | 9.068.961  | 27,15 | 179     | +2    |
|                                    | Partido Socialista Italiano (PSI)                        | 3.208.497  | 9,61  | 61      | –     |
|                                    | Movimiento Social Italiano (MSI)                         | 2.894.722  | 8,67  | 56      | +32   |
|                                    | Partido Socialista Democrático Italiano (PSDI)           | 1.718.142  | 5,14  | 29      | –     |
|                                    | Partido Liberal Italiano (PLI)                           | 1.300.439  | 3,89  | 20      | −11   |
|                                    | Partido Republicano Italiano (PRI)                       | 954.357    | 2,86  | 15      | +6    |
|                                    | Partido Socialista Italiano de Unidad Proletaria (PSIUP) | 648.591    | 1,94  | 0       | −23   |
|                                    | El Manifesto (IM)                                        | 224.313    | 0,67  | 0       | Nuevo |
|                                    | Partido Popular Sudtirolés (SVP)                         | 153.674    | 0,46  | 3       | ±0    |
|                                    | Movimiento Político de los Trabajadores (MPL)            | 120.251    | 0,36  | 0       | Nuevo |
|                                    | Partido Comunista Italiano (Marxista-Leninista) (PCM–LI) | 86.038     | 0,26  | 0       | Nuevo |
|                                    | DC–UV–RV–PSDI                                            | 34.083     | 0,10  | 1       | +1    |
|                                    | Otros                                                    | 79.014     | 0,26  | 0       | ±0    |
| Votos válidos                      | Votos válidos                                            | 33.403.548 | 96,75 | –       | –     |
| Votos inválidos/en blanco          | Votos inválidos/en blanco                                | 1.122.139  | 3,25  | –       | –     |
| Total                              | Total                                                    | 34.525.687 | 100   | 630     | ±0    |
| Votantes registrados/participación | Votantes registrados/participación                       | 37.049.351 | 93,19 | –       | –     |
| Fuente: Ministerio del Interior    |                                                          |            |       |         |       |

| \| Voto popular \| Voto popular \| Voto popular \| Voto popular \| Voto popular \| \| ------------ \| ------------ \| ------------ \| ------------ \| ------------ \| \| Partidos \| Partidos \| \| % \| % \| \| DC \| DC \| \| 38.66 % \| 38.66 % \| \| PCI \| PCI \| \| 27.15 % \| 27.15 % \| \| PSI \| PSI \| \| 9.61 % \| 9.61 % \| \| MSI \| MSI \| \| 8.67 % \| 8.67 % \| \| PSDI \| PSDI \| \| 5.14 % \| 5.14 % \| \| PLI \| PLI \| \| 3.89 % \| 3.89 % \| \| PRI \| PRI \| \| 2.86 % \| 2.86 % \| \| PSIUP \| PSIUP \| \| 1.94 % \| 1.94 % \| \| Otros \| Otros \| \| 2.09 % \| 2.09 % \| |          |  |         |         |
| Voto popular |          |  |         |         |
| Partidos | Partidos |  | %       | %       |
| DC | DC       |  | 38.66 % | 38.66 % |
| PCI | PCI      |  | 27.15 % | 27.15 % |
| PSI | PSI      |  | 9.61 %  | 9.61 %  |
| MSI | MSI      |  | 8.67 %  | 8.67 %  |
| PSDI | PSDI     |  | 5.14 %  | 5.14 %  |
| PLI | PLI      |  | 3.89 %  | 3.89 %  |
| PRI | PRI      |  | 2.86 %  | 2.86 %  |
| PSIUP | PSIUP    |  | 1.94 %  | 1.94 %  |
| Otros | Otros    |  | 2.09 %  | 2.09 %  |

| \| Escaños \| Escaños \| Escaños \| Escaños \| Escaños \| \| -------- \| -------- \| ------- \| ------- \| ------- \| \| Partidos \| Partidos \| \| % \| % \| \| DC \| DC \| \| 42.22 % \| 42.22 % \| \| PCI \| PCI \| \| 28.41 % \| 28.41 % \| \| PSI \| PSI \| \| 9.68 % \| 9.68 % \| \| MSI \| MSI \| \| 8.89 % \| 8.89 % \| \| PSDI \| PSDI \| \| 4.60 % \| 4.60 % \| \| PLI \| PLI \| \| 3.17 % \| 3.17 % \| \| PRI \| PRI \| \| 2.38 % \| 2.38 % \| \| Otros \| Otros \| \| 0.63 % \| 0.63 % \| |          |  |         |         |
| Escaños |          |  |         |         |
| Partidos | Partidos |  | %       | %       |
| DC | DC       |  | 42.22 % | 42.22 % |
| PCI | PCI      |  | 28.41 % | 28.41 % |
| PSI | PSI      |  | 9.68 %  | 9.68 %  |
| MSI | MSI      |  | 8.89 %  | 8.89 %  |
| PSDI | PSDI     |  | 4.60 %  | 4.60 %  |
| PLI | PLI      |  | 3.17 %  | 3.17 %  |
| PRI | PRI      |  | 2.38 %  | 2.38 %  |
| Otros | Otros    |  | 0.63 %  | 0.63 %  |

### Senado de la República
|                                    |                                                |            |       |         |       |
| Partido                            | Partido                                        | Votos      | %     | Escaños | +/−   |
|                                    | Democracia Cristiana (DC)                      | 11.465.529 | 38,07 | 135     | ±0    |
|                                    | Partido Comunista Italiano–PSIUP (PCI–PSIUP)   | 8.312.828  | 27,60 | 91      | −10   |
|                                    | Partido Socialista Italiano (PSI)              | 3.225.707  | 10,71 | 33      | –     |
|                                    | Movimiento Social Italiano (MSI)               | 2.766.986  | 9,19  | 26      | +15   |
|                                    | Partido Socialista Democrático Italiano (PSDI) | 1.613.810  | 5,36  | 11      | –     |
|                                    | Partido Liberal Italiano (PLI)                 | 1.319.175  | 4,38  | 8       | −8    |
|                                    | Partido Republicano Italiano (PRI)             | 918.440    | 3,05  | 5       | +3    |
|                                    | PCI–PSIUP–PSD'Az                               | 189.534    | 0,63  | 3       | ±0    |
|                                    | SVP–PPTT                                       | 113.452    | 0,38  | 2       | ±0    |
|                                    | PCI–PSIUP–PSI                                  | 41.833     | 0,14  | 0       | ±0    |
|                                    | PSDI–PRI                                       | 31.953     | 0,11  | 0       | ±0    |
|                                    | DC–UV–RV–PSDI                                  | 28.735     | 0,10  | 1       | +1    |
|                                    | Tirol                                          | 31.114     | 0,10  | 0       | Nuevo |
|                                    | Otros                                          | 56.961     | 0,19  | 0       | ±0    |
| Votos válidos                      | Votos válidos                                  | 30.116.057 | 95,65 | –       | –     |
| Votos inválidos/en blanco          | Votos inválidos/en blanco                      | 1.370.342  | 4,35  | –       | –     |
| Total                              | Total                                          | 31.486.399 | 100   | 315     | ±0    |
| Votantes registrados/participación | Votantes registrados/participación             | 33.739.592 | 93,32 | –       | –     |
| Fuente: Ministerio del Interior    |                                                |            |       |         |       |

| \| Voto popular \| Voto popular \| Voto popular \| Voto popular \| Voto popular \| \| ------------ \| ------------ \| ------------ \| ------------ \| ------------ \| \| Partidos \| Partidos \| \| % \| % \| \| DC \| DC \| \| 38.07 % \| 38.07 % \| \| PCI–PSIUP \| PCI–PSIUP \| \| 27.60 % \| 27.60 % \| \| PSI \| PSI \| \| 10.71 % \| 10.71 % \| \| MSI \| MSI \| \| 9.19 % \| 9.19 % \| \| PSDI \| PSDI \| \| 5.36 % \| 5.36 % \| \| PLI \| PLI \| \| 4.38 % \| 4.38 % \| \| PRI \| PRI \| \| 3.05 % \| 3.05 % \| \| Otros \| Otros \| \| 1.64 % \| 1.64 % \| |           |  |         |         |
| Voto popular |           |  |         |         |
| Partidos | Partidos  |  | %       | %       |
| DC | DC        |  | 38.07 % | 38.07 % |
| PCI–PSIUP | PCI–PSIUP |  | 27.60 % | 27.60 % |
| PSI | PSI       |  | 10.71 % | 10.71 % |
| MSI | MSI       |  | 9.19 %  | 9.19 %  |
| PSDI | PSDI      |  | 5.36 %  | 5.36 %  |
| PLI | PLI       |  | 4.38 %  | 4.38 %  |
| PRI | PRI       |  | 3.05 %  | 3.05 %  |
| Otros | Otros     |  | 1.64 %  | 1.64 %  |

| \| Escaños \| Escaños \| Escaños \| Escaños \| Escaños \| \| --------- \| --------- \| ------- \| ------- \| ------- \| \| Partidos \| Partidos \| \| % \| % \| \| DC \| DC \| \| 42.86 % \| 42.86 % \| \| PCI–PSIUP \| PCI–PSIUP \| \| 28.89 % \| 28.89 % \| \| PSI \| PSI \| \| 10.48 % \| 10.48 % \| \| MSI \| MSI \| \| 8.25 % \| 8.25 % \| \| PSDI \| PSDI \| \| 3.48 % \| 3.48 % \| \| PLI \| PLI \| \| 2.54 % \| 2.54 % \| \| PRI \| PRI \| \| 1.59 % \| 1.59 % \| \| Otros \| Otros \| \| 1.90 % \| 1.90 % \| |           |  |         |         |
| Escaños |           |  |         |         |
| Partidos | Partidos  |  | %       | %       |
| DC | DC        |  | 42.86 % | 42.86 % |
| PCI–PSIUP | PCI–PSIUP |  | 28.89 % | 28.89 % |
| PSI | PSI       |  | 10.48 % | 10.48 % |
| MSI | MSI       |  | 8.25 %  | 8.25 %  |
| PSDI | PSDI      |  | 3.48 %  | 3.48 %  |
| PLI | PLI       |  | 2.54 %  | 2.54 %  |
| PRI | PRI       |  | 1.59 %  | 1.59 %  |
| Otros | Otros     |  | 1.90 %  | 1.90 %  |